# Вераги
Вераги — (біл. вёска Верагі), село (веска) в складі Логойського району розташоване в Мінській області Білорусі, підпорядковане Логойській селищній раді.
Село Вераги розташоване в центральних районах Білорусі, у північній частині Мінської області - орієнтовне розташування [Архівовано 11 червня 2020 у Wayback Machine.].